# Günter Waiblinger
Günter Waiblinger (* 26. November 1953) ist ein ehemaliger deutscher Fußballspieler, welcher in der Saison 1978/79 drei Länderspiele in der deutschen Fußballnationalmannschaft der Amateure absolviert hat. Von 1978 bis 1983 hat der Offensivspieler in der Fußball-Oberliga Baden-Württemberg für die Vereine FC 08 Villingen, SpVgg 07 Ludwigsburg und den TSV Ofterdingen insgesamt 124 Spiele absolviert und 31 Tore erzielt.

## Laufbahn
Der Nachwuchsspieler Günter Waiblinger kam zur Saison 1974/75 von SV 03 Tübingen zu den Nullachtern nach Villingen. Hatte die Elf vom Stadion Friedengrund bis 1971/72 noch in der damals zweitklassigen Fußball-Regionalliga Süd gespielt, gehörte sie jetzt der Amateurliga Südbaden an. Im zweiten Jahr von Waiblinger beim FC Villingen, 1975/76, gewann er mit seinen Mannschaftskameraden die Meisterschaft und scheiterte in der Aufstiegsrunde zur 2. Fußball-Bundesliga, Gruppe Süd. Durch die zwei dritten Plätze in den Jahren 1977 und 1978 war sein Verein für die ab 1978/79 startende Oberliga Baden-Württemberg qualifiziert. Im ersten Jahr in der AOL belegten die Schwarzwälder den neunten Rang und Angreifer Waiblinger hatte unter Trainer Klaus Bockisch und an der Seite von Mitspielern wie Günther Rybarczyk, Karl Richter, Paul Göppl und Hermann Klebs alle 38 Ligaspiele absolviert und 13 Tore erzielt.
Seine Rundenleistung führte ihn in die Amateurnationalmannschaft des DFB. Erich Ribbeck, der verantwortliche DFB-Trainer für die Amateurauswahl, stellte eine neue Mannschaft zusammen und berief ihn zusammen mit seinem Vereinskollegen Karl Richter am 20. März 1979 in Schwenningen für das Länderspiel gegen Italien erstmals in den DFB-Kader. Im Mittelfeld agierten Uwe Eplinius, Gunnar Weiß und Bernd Schmid und im Angriff kamen Ludwig Scherhag, Gisbert Paus und Jens Knop bei der 0:2-Niederlage an der Seite von Waiblinger zum Einsatz. Der DFB hatte sich vom „Olympia-Amateur“ verabschiedet, man bediente sich jetzt überwiegend aus dem Spielerangebot der regionalen Amateuroberligen. Kicker-Redakteur Werner Schilling beschrieb vor dem ersten offiziellen Länderspiel der neu gebildeten Amateurnationalelf am 19. März unter der Überschrift „Moskau ist nur eine Fata Morgana“ die begrenzenden Vorgaben der damaligen Auswahlkriterien: „Für dieses Gebilde schieden von vornherein alle Spieler aus, die mit ihren Vereinen früher unter Vertrag in der Zweiten Liga oder gar Bundesliga gespielt hatten, aber natürlich auch alle, die vordem in anderen Vereinen unter Vertrag gestanden waren. Und ferner all jene jungen Talente, die mit der Bundesliga oder Zweiten Liga liebäugeln.“ Italien gewann das Spiel mit 2:0 Toren und Defensivspieler Pietro Vierchowod zeigte Ansätze seiner folgenden Karriere. Im Spielbericht des Kicker wurde über das deutsche Mittelfeld notiert: „Eifrig, aber ungenau das deutsche Mittelfeld, in dem weder Weiss noch Eplinius an ihre bisherigen Leistungen erinnerten. Kämpfertyp Ament und Schmid, der mit seinen Fernschüssen für die meisten der wenigen überragenden Situationen vor dem italienischen Tor sorgte, zogen sich einigermaßen achtbar aus der Affäre, aber zum Einsatz konnten sie ihre Stürmer auch nur in den seltensten Fällen bringen.“
Mit folgender Formation waren die DFB-Amateure am 20. März 1979 in Schwenningen gegen Italien angetreten:
Valentin Herr (SV Kuppenheim) – Rainer Prieß (VfL Wolfsburg)/ab 39. M. Jonny Otten (Hagener SV), Rainer Rühle (VfB Stuttgart), Karl Richter (FC Villingen), Uwe Eplinius (Concordia Hamburg) – Peter Ament (VfL Wolfsburg), Gunnar Weiß (Eislingen), Bernd Schmid (Offenburger FV) – Sigmund Malek (Barmbek-Uhlenhorst)/ab 46. M. Ludwig Scherhag (TuS Neuendorf), Jens Knop (Atlas Delmenhorst)/ab 74. M. Gisbert Paus (SpVgg Erkenschwick), Günter Waiblinger (FC Villingen). Es folgten für den Stürmer aus Villingen bis Juni 1979 zwei weitere Einsätze in der Amateurnationalmannschaft gegen Jugoslawien (2:3) und Spanien (4:0). Damit war das Kapitel Amateurnationalmannschaft für Waiblinger beendet.
Nach dem Abstieg mit Villingen in der Saison 1979/80 aus der Oberliga schloss er sich zur Runde 1980/81 dem Klassenkonkurrenten SpVgg 07 Ludwigsburg an und belegte mit den schwarz-gelben Barockstädtern den vierten Rang, zugleich erreichte er an der Seite der Ex-Profispieler Wolfgang Haug und Jürgen Heselschwerdt im WFV-Pokal 1980/81 das gegen die Amateurmannschaft der VfB Stuttgart in der Verlängerung verlorene Endspiel. In seiner nächsten Station, 1981/82 stürmte er für den SV Neckargerach in der Verbandsliga Nordbaden, konnte er wieder einen Titelgewinn und einen Aufstieg feiern. Danach zog es ihn in die Heimat zurück, zur Saison 1982/83 spielte er bei den Rot-Weißen des TSV Ofterdingen aus dem Kreis Tübingen.
Auch die Auftritte im DFB-Pokal mit Villingen in den Jahren 1977 bis 1980 gegen Wacker 04 Berlin (0:1), SpVgg Bayreuth (0:1) und insbesondere am 25. August 1979 gegen den Hamburger SV (0:6), wo ihm Team der „Rothosen“ die Nationalspieler Rudi Kargus, Manfred Kaltz, Ditmar Jakobs, Ivan Buljan, Caspar Memering, Felix Magath, Kevin Keegan und Horst Hrubesch im Einsatz gegen Waiblinger und Kollegen angetreten waren, waren sportliche Höhepunkte für Waiblinger. Dazu gehört auch der Auftritt im DFB-Pokal am 9. Oktober 1981 mit Neckargerach beim FC Bayern München. Mit Mitspielern wie Gerd Schwickert, Walter Plaggemeyer und Herbert Liedtke wurde das Spiel im Olympiastadion mit 1:5 Toren verloren.